# Hemisphärenmodell
Das Hemisphärenmodell ist eine populärwissenschaftliche Adaptation neurowissenschaftlicher Befunde zur Lateralisation des Gehirns. Es erklärt vereinfacht die Funktionsweise des Gehirns, wird aber mittlerweile als überholt angesehen.

## Idee
Grundidee des Hemisphärenmodells ist die Annahme, dass beide Gehirnhälften unterschiedlich (für hauptsächlich rationale bzw. hauptsächlich emotionale Prozesse) spezialisiert sind. So wird davon ausgegangen, dass nur die linke Gehirnhälfte Zugang zum „wachen Bewusstsein“ habe und rationale, sprachliche, analytische, zeitlich lineare und logische Prozesse verarbeite, während die rechte Gehirnhälfte „ganzheitlich, bildhaft, musisch, kreativ, intuitiv, zeitlos, räumlich, emotional und körperorientiert“ sei. Es bildet teilweise noch immer die Grundlage für Verfahren der Psychologischen Marktforschung.
Die Idee kam ursprünglich von der Beobachtung, dass Menschen mit durchtrenntem Corpus callosum oft Worte nicht lesen oder erkennen können, die in ihrem linken, von der rechten Hirnhälfte ausgewerteten Gesichtsfeld präsentiert werden. Dies ließ darauf schließen, dass die Hirnhälften separate Aufgaben hätten, und dass sprachliche Funktionen allein in der linken Hirnhälfte lokalisiert seien.
Nach dem derzeitigen Stand der Forschung weisen die Hirnhälften zwar unterschiedliche Informationsverarbeitungsmethoden entlang dem obigen Schema auf, diese spiegeln allerdings nur Schwerpunkte oder Präferenzen, nicht aber exklusive Zuständigkeiten wider. So ist die linke Hirnhälfte bei den meisten Individuen für die Verarbeitung von sprachlichen Inhalten zuständig. Bezüglich anderer kognitiver Funktionen kann zusammenfassend festgestellt werden, dass nichtsprachliche Funktionen weniger stark lateralisiert sind. Hinsichtlich der Sprachdominanz der linken Hemisphäre haben neuere Arbeiten gezeigt, dass auch die rechte Hemisphäre an der Sprachverarbeitung nennenswerten Anteil hat. Köhler und Bruhn kommen deshalb zu dem Schluss, dass „das so genannte Hemisphärenmodell“ als überholt gilt. Eine gute bildhafte Darstellung des momentanen Forschungsstandes findet sich hier unter den Weblinks.